# Hospital Infantil Teletón de Oncología
El Hospital Infantil Teletón de Oncología (HITO) es un centro de salud integral especializado en oncología infantil ubicado en la ciudad de Querétaro, Querétaro, México. Fue inaugurado el 21 de noviembre de 2013, y brinda atención integral a la población pediátrica que padece cáncer. Fue construido y es financiado y operado por la Fundación Teletón México con el apoyo del gobierno del Estado de Querétaro.

## Situación al momento de su creación
Un estudio publicado en 2012 señaló la situación de los enfermos terminales en México: el porcentaje de casos de enfermedades terminales aumenta marcadamente entre la población y es la segunda causa de muerte infantil en México en donde cada año se diagnostican aproximadamente 4000 tumores del sistema nervioso central en niños menores de 20 años, y cada 4 horas muere un niño por cáncer. Esa situación fue también señalada por la secretaria de Salud, Dra. Mercedes Juan, en ocasión de la inauguración del Hospital Infantil Teletón de Oncología, al decir que México «enfrenta una transición demográfica y epidemiológica en la que las enfermedades crónicas no transmisibles como el cáncer son los principales causas de muerte».
Basado sobre datos suministrados por el Hospital Infantil Teletón de Oncología, el estudio antes citado refirió la situación de carencia de equipamiento necesario, de mobiliario adecuado y de personal suficiente para atender esos casos delicados, calculándose que el 15% de los niños con cáncer en México nunca recibían tratamiento especializado, por lo que la mortalidad de ese grupo resultaba absoluta.

## Instalaciones y personal
La institución cuenta con un albergue llamado Casa Teletón donde los pacientes que lo requieran pueden dormir y estudiar. El personal está integrado por 60 médicos y 82 enfermeras especialistas.

## Especialidades y subespecialidades

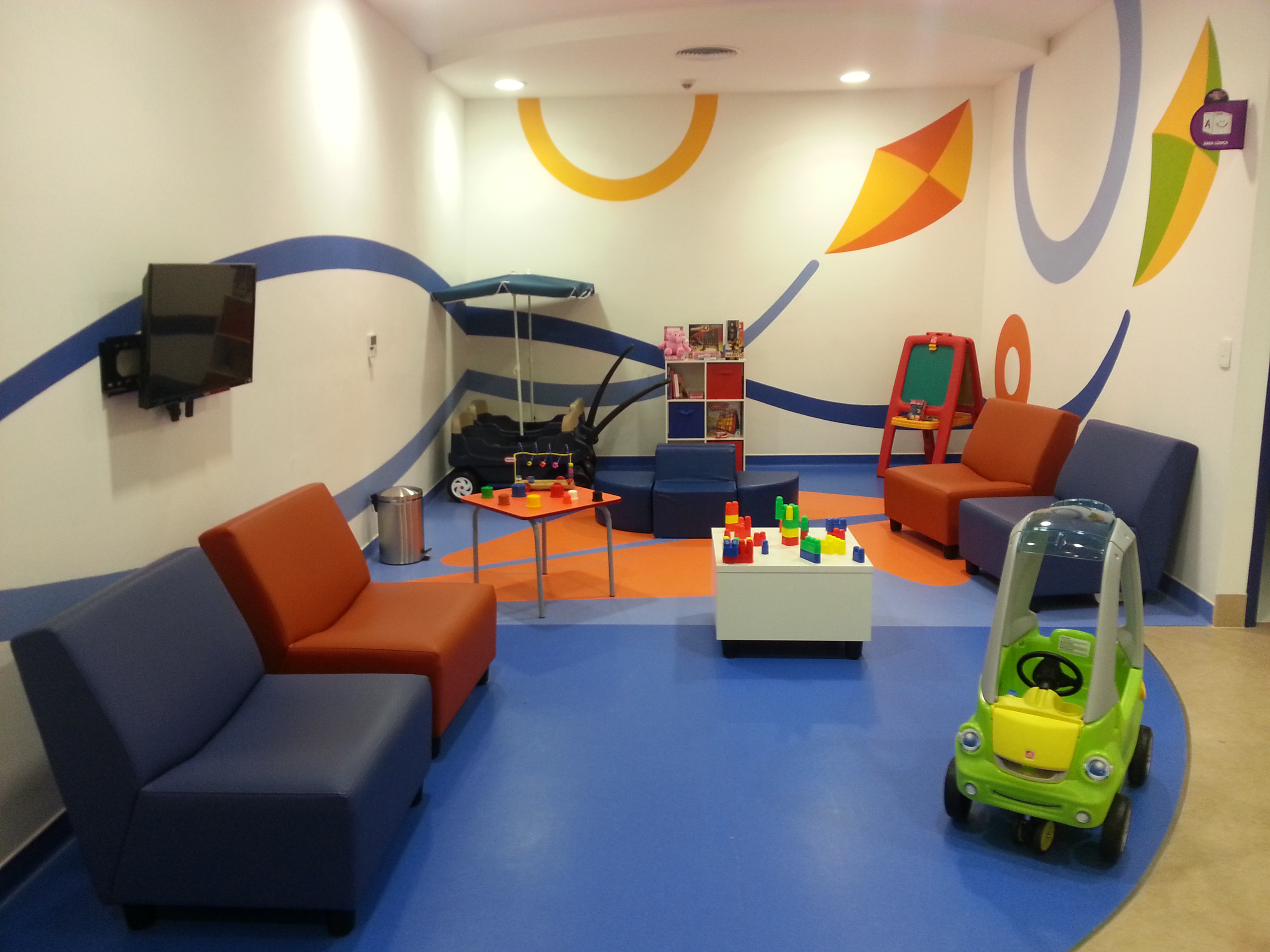
Sala de espera

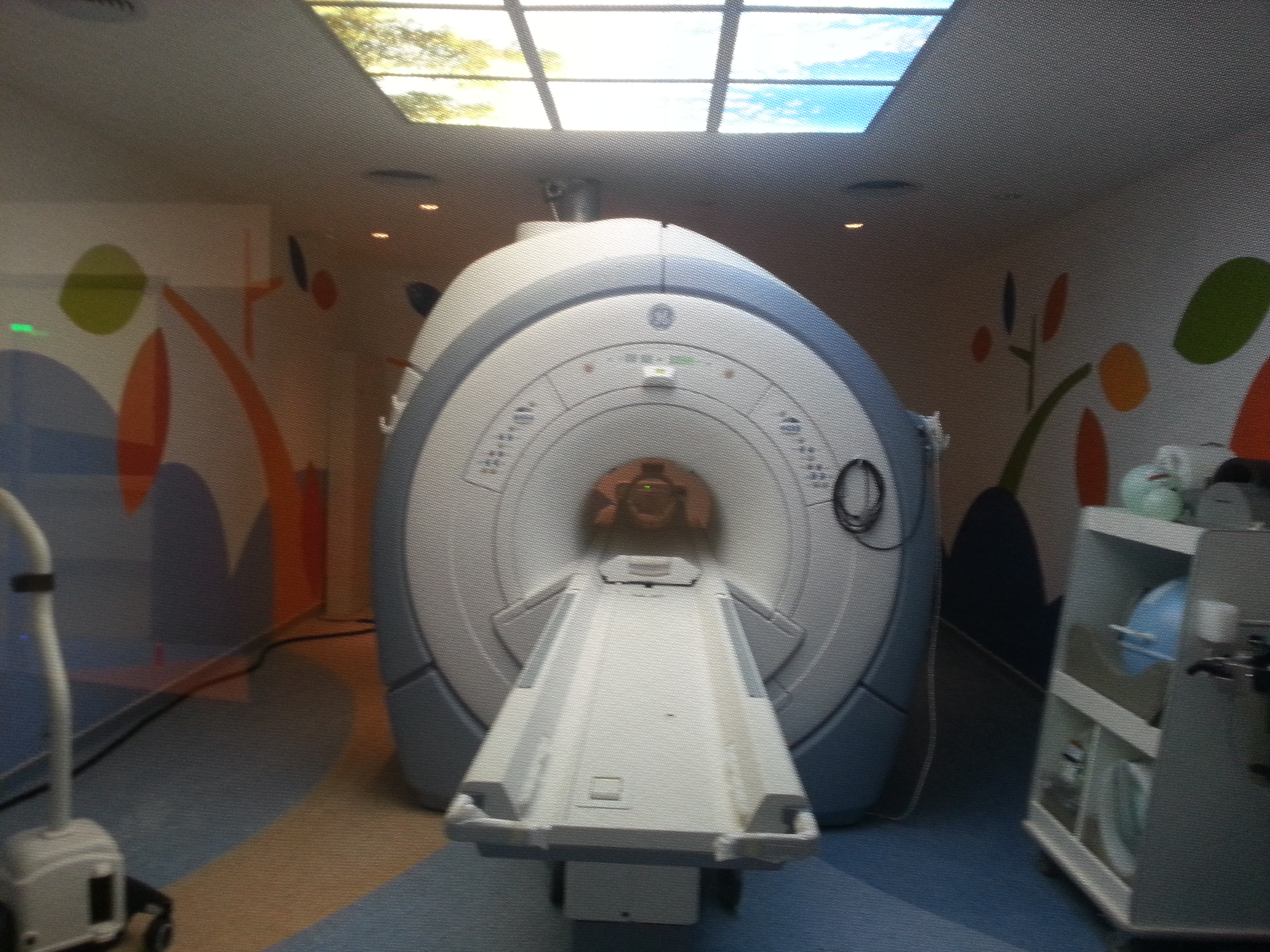
Equipo médico en el Hospital Infantil Teletón de Oncología

- Oncología
- Imagenología
- Trasplante de médula ósea

### Equipo de diagnóstico
- Resonancia magnética
- Gammacámara o SPECT
- Rayos X
- Ultrasonido
- Tomografía computada
- PET/CT

### Laboratorios
- Microbiología
- Patología
- Citometría de flujo
- Citogenética y biología molecular

### Tratamiento
- Quimioterapia
- Radioterapia
- Unidad quirúrgica
- Trasplante de médula ósea